# Gyrostelma oxypetaloides
Gyrostelma oxypetaloides är en oleanderväxtart som beskrevs av Fourn.. Gyrostelma oxypetaloides ingår i släktet Gyrostelma och familjen oleanderväxter. Inga underarter finns listade i Catalogue of Life.